# Szajol
Szajol è un comune dell'Ungheria di 3.722 abitanti (dati 2015). È situato nella contea di Jász-Nagykun-Szolnok.